# Pi de Bofarull
El Pi de Bofarull és un dels arbres monumental que es troba al terme municipal de Reus, al Baix Camp.
L'arbre, un Pi pinyoner (Pinus Pinea) de 20,5 metres d'alçària, és inclòs a la Llista d'arbres monumentals de Catalunya. És un exemplar notable per la seva corpulència i per la seva popularitat. Situat vora el Mas de Bofarull, al cantó nord-est de la carretera de Tarragona, ara carretera que porta a l'aeroport de Reus. A la vora dreta de la riera de la Quadra, que des d'aquell lloc es coneix també com a Riera del Pi de Bofarull.
A partir del 2021 l'arbre va començar a debilitar-se de manera visible fent irreversible la seva mort. L'Ajuntament de Reus va anunciar que ja feia anys que s'havia conservat un petit pi de la vora, considerat el fill del de Bofarull, a mode de futur substitut però que la intenció era de conservar l'original en el mateix lloc després de la seva mort.